# Shahar Pe'er
Shahar Peer (Jerusalém, 1 de maio de 1987) é uma ex-tenista profissional israelense que foi número 11 do mundo e conquistou quatro títulos de simples e mais três de duplas da WTA. Atualmente, mora em Modi'in-Maccabim-Re'ut, Israel.
Peer foi a primeira mulher israelense a chegar às quartas de final de um grand slam, fazendo isso duas vezes em 2007, no Australian Open e US Open. No ano seguinte, ela se tornou a primeira israelense a competir em um WTA na Península Arábica, quando disputou o torneio de Doha. Ela fez 75 partida pela Fed Cup e venceu 45 delas.
Seus melhores resultados em torneios do grand slam foram exatamente as quartas-de-final no Australian Open e no US Open em 2007, bem como a final de duplas do Australian Open em 2008. Já seu melhor ranking foi a 11ª colocação, em 2011.

## Grand Slam finais

### Duplas: 1 (0-1)
| Posição | Ano  | Campeonato          | Piso | Parceira          | Oponentes                            | Placar        |
| ------- | ---- | ------------------- | ---- | ----------------- | ------------------------------------ | ------------- |
| Vice    | 2008 | Aberto da Austrália | Duro | Victoria Azarenka | Alona Bondarenko Kateryna Bondarenko | 2–6, 6–1, 6–4 |

## Tier I / Premier Mandatory & Premier 5 finais

### Duplas: 2 (0-2)
| Posição | Ano  | Campeonato   | Piso | Parceira     | Oponentes                                 | Placar           |
| ------- | ---- | ------------ | ---- | ------------ | ----------------------------------------- | ---------------- |
| Vice    | 2009 | Indian Wells | Duro | Gisela Dulko | Victoria Azarenka Vera Zvonareva          | 4–6, 6–3, [5–10] |
| Vice    | 2010 | Toquio       | Duro | Peng Shuai   | Iveta Benešová Barbora Záhlavová-Strýcová | 4–6, 6–4, [8–10] |

## WTA finais

### Simples: 10 (6 títulos, 4 vices)
| Campeã — Legenda (pre/pos 2009)              |
| -------------------------------------------- |
| Grand Slam (0–0)                             |
| WTA Tour (0–0)                               |
| Tier I / Premier Mandatory & Premier 5 (0–0) |
| Tier II / Premier (0-0)                      |
| Tier III, IV & V / International (5-4)       |
| 125s tournaments (1–0)                       |

| Títulos por Piso |
| ---------------- |
| Duro (4/4)       |
| Grama (0/0)      |
| Saibro (2/0)     |
| Carpete (0/0)    |

| Posição | N. | Data               | Torneio                                                                      | Piso   | Oponente              | Placar           |
| ------- | -- | ------------------ | ---------------------------------------------------------------------------- | ------ | --------------------- | ---------------- |
| Campeã  | 1. | Fevereiro 12, 2006 | Pattaya Women's Open, Pattaya, Tailândia                                     | Duro   | Jelena Kostanić Tošić | 6–3, 6–1         |
| Campeã  | 2. | Maio 9, 2006       | ECM Prague Open, Praga, Rep. Tcheca                                          | Saibro | Samantha Stosur       | 4–6, 6–2, 6–1    |
| Campeã  | 3. | Maio 22, 2006      | İstanbul Cup, Istanbul, Turquia                                              | Saibro | Anastasia Myskina     | 1–6, 6–3, 7–6(3) |
| Vice    | 1. | Fevereiro 24, 2007 | Regions Morgan Keegan Championships and the Cellular South Cup, Memphis, EUA | Duro   | Venus Williams        | 1–6, 1–6         |
| Campeã  | 4. | Setembro 20, 2009  | Guangzhou International Women's Open, Guangzhou, China                       | Duro   | Alberta Brianti       | 6–3, 6–4         |
| Campeã  | 5. | Setembro 27, 2009  | Tashkent Open, Tashkent, Uzbequistão                                         | Duro   | Akgul Amanmuradova    | 6–3, 6–4         |
| Vice    | 2. | Janeiro 16, 2010   | Moorilla Hobart International, Hobart, Austrália                             | Duro   | Alona Bondarenko      | 2–6, 4–6         |
| Vice    | 3. | Julho 31, 2011     | Citi Open, Washington, D.C., EUA                                             | Duro   | Nadia Petrova         | 5–7, 2–6         |
| Vice    | 4. | Julho 28, 2013     | Baku Cup, Baku, Azerbaijão                                                   | Duro   | Elina Svitolina       | 4–6, 4–6         |
| Campeã  | 6. | Agosto 11, 2013    | Suzhou Ladies Open, Suzhou, China                                            | Duro   | Zheng Saisai          | 6–2, 2–6, 6–3    |

### Duplas: 10 (3 títulos, 7 vices)
| Campeã — Legenda (pre/pos 2009)              |
| -------------------------------------------- |
| Grand Slam (0–1)                             |
| WTA Tour Championships (0–0)                 |
| Tier I / Premier Mandatory & Premier 5 (0–2) |
| Tier II / Premier (2-2)                      |
| Tier III, IV & V / International (1-2)       |
| 125s torneios (0–0)                          |

| Títulos por Piso |
| ---------------- |
| Duro (2/5)       |
| Grama (0/0)      |
| Saibro (1/2)     |
| Carpete (0/0)    |

| Posição | N. | Data              | Torneio                                         | Piso   | Parceira            | Oponente                                  | Placar           |
| ------- | -- | ----------------- | ----------------------------------------------- | ------ | ------------------- | ----------------------------------------- | ---------------- |
| Campeã  | 1. | Maio 14, 2006     | ECM Prague Open, Praga, Rep. Tcheca             | Saibro | Marion Bartoli      | Ashley Harkleroad Bethanie Mattek         | 6–4, 6–4         |
| Campeã  | 2. | Julho 30, 2006    | Bank of the West Classic, Stanford, EUA (1)     | Duro   | Anna-Lena Grönefeld | Maria Elena Camerin Gisela Dulko          | 6–1, 6–4         |
| Campeã  | 3. | Julho 30, 2007    | Bank of the West Classic, Stanford, EUA (2)     | Duro   | Sania Mirza         | Victoria Azarenka Anna Chakvetadze        | 6–4, 7–6         |
| Vice    | 1. | Setembro 30, 2007 | Fortis Championships Luxembourg, Luxemburgo     | Duro   | Victoria Azarenka   | Iveta Benešová Janette Husárová           | 4–6, 2–6         |
| Vice    | 2. | Janeiro 25, 2008  | Aberto da Austrália, Melbourne, Austrália       | Duro   | Victoria Azarenka   | Alona Bondarenko Kateryna Bondarenko      | 6–2, 1–6, 4–6    |
| Vice    | 3. | Março 21, 2009    | BNP Paribas Open, Indian Wells, EUA             | Duro   | Gisela Dulko        | Victoria Azarenka Vera Zvonareva          | 4–6, 6–3, [5–10] |
| Vice    | 4. | Outubro 2, 2010   | Toray Pan Pacific Open, Toquio, Japão           | Duro   | Peng Shuai          | Iveta Benešová Barbora Záhlavová-Strýcová | 4–6, 6–4, [8–10] |
| Vice    | 5. | Maio 25, 2013     | Brussels Open, Brussels, Bélgica                | Saibro | Gabriela Dabrowski  | Anna-Lena Grönefeld Květa Peschke         | 0–6, 3–6         |
| Vice    | 6. | Maio 24, 2014     | Nürnberger Versicherungscup, Nurnberg, Alemanha | Saibro | Raluca Olaru        | Michaëlla Krajicek Karolína Plíšková      | 0–6, 6–4, [6–10] |
| Vice    | 7. | Julho 27, 2014    | Baku Cup, Baku, Azerbaijão                      | Duro   | Raluca Olaru        | Alexandra Panova Heather Watson           | 2-6, 6-7(3)      |